# Arteaga (Orduña)
Arteaga es una entidad de población española del municipio de Orduña, perteneciente a la provincia de Vizcaya, en la comunidad autónoma del País Vasco.

## Historia
Hacia finales del siglo XIX, el lugar, ya por entonces perteneciente a Orduña, tenía contabilizada una población de alrededor de veinte habitantes. Aparece descrito en el primer volumen del Diccionario geográfico, estadístico, histórico, biográfico, postal, municipal, marítimo y eclesiástico de España y sus posesiones de ultramar de Pablo Riera y Sans con las siguientes palabras:

ARTEAGA.—B. agreg. al ayunt. de Orduña, del que dista 5'5 k. Cuenta sobre unos 20 hab. y 4 edif.—Org. civ. Corresponde á la prov. de Vizcaya, y pertenece al 1.er dist. de su part. jud. para las elecciones de diputados provinciales y al dist. de Valmaseda para las de Córtes.—Org. mil. C. G. de las Provincias Vascongadas y C. M. de Vizcaya.—Org. ecle. Pertenece á la misma dióc. á que corresponde su ayunt.—Org. jud. Forma parte del part. jud. de Valmaseda y está bajo la jurisdiccion de la aud. territ. de Búrgos.—Org. econ. Para el pago de sus contr., se halla sujeto con su ayunt. á la admon. econ. de su prov.—S. púb. Despacha la corr. por A. de Bilbao á Castejo, estacion y esf. de Orduña.—Ob. púb. y med. de com. Careciendo de caminos propios, se relaciona con alguna pob. por medio de los que posee su municipalidad.—Art., of. ind. Forma su ind. la agricultura.—Pob. Se reduce á un escasísimo número de casas.—Sit. geog. y top. No podemos determinarla por hallarse enclavada en la demarcacion que le es propia al ayunt. á uqe se halla agreg., del cual hablaremos oportunamente.
(Riera y Sans, 1881, p. 868)